# Sidiki Chérif
Sidiki Chérif (* 15. Dezember 2006 in Conakry) ist ein französisch-guineischer Fußballspieler, der aktuell beim SCO Angers in der Ligue 1 spielt.

## Karriere

### Verein
Chérif begann seine fußballerische Ausbildung im November 2013 bei der AS Bayard-Saumur, nachdem er im Alter von fünf Jahren nach Frankreich kam. Im Sommer 2018 wechselte er zum anderen Verein der Stadt, zu Olympique Saumur. Nur ein Jahr später folgte der Wechsel in die Jugendakademie des SCO Angers. In der Saison 2021/22 war Cherif bereits Stammspieler in der U17-Mannschaft, wo er zwölfmal in 27 Saisoneinsätzen traf. Nach einem weiteren Saisonspiel 2022/23 spielte er für die A-Junioren, für die er in der Spielzeit in 16 Ligaeinsätzen 15 Tore schießen konnte. Vor dem Start der neuen Spielzeit unterschrieb Chérif im Alter von 16 Jahren seinen ersten Profivertrag bei den Schwarz-Weißen. Direkt am ersten Spieltag debütierte er bei einer 0:1-Niederlage gegen Stade Laval nach Einwechslung in der Ligue 2. Nach weiteren U19- und Zweitmannschaftsspielen bekam Chérif mit Jahresbeginn 2024 immer mehr Einsätze bei den Profis. Angers stieg am Ende der Spielzeit als Vizemeister auf und er kam auf sieben Einsätze 2023/24.

### Nationalmannschaft
Chérif wurde im Januar 2022 für das französische U16-Team berufen, kam aber zu keinem Einsatz.

## Erfolge
SCO Angers
- Vizemeister der Ligue 2: 2024  ▲